# ناندرن
شهر ناندرن (به فرانسوی: Nandrin) در شهرستان اویی  در استان لیئژ  در منطقه فدرال والوون در کشور بلژیک واقع شده‌است.